# En avant doute
En avant doute (Nederlands: Twijfel vooraf) is het derde album van de Franse symfonische rock band Lazuli. Het vorig album zorgde voor landelijke doorbraak in Frankrijk; dit album gaat de hele wereld over en wordt overal binnen de symfonische rockmuziek goed ontvangen. De muziek is net zo moeilijk te omschrijven als bij Amnésie, maar het klinkt steviger en compacter. Ook nu weer de LéOde, die overheersend zijn glissandos laat horen.

## Musici
- Claude Leonetti – LéOde ;
- Sylvain Bayol – warr gitaar, Stick ;
- Frédéric Juan – vibrafoon, marimba, percussie ;
- Gédéric Byar – gitaar ;
- Yohan Simeon – percussie, metalofoon, gitaar;
- Dominique Leonetti – zang, gitaar.

## Album

### CD
Het audiogedeelte (CD) van deze uitgave bevat opnamen die in 2006 zijn gemaakt in de L’Abeille Rode-studio in Frankrijk. Alle composities zijn van de heren zelf, behalve daar waar aangegeven:
1. En Avant Doute;
2. Laisse courir ;
3. Le repas de l’ogre;
4. Capitaine coeur de miel (part II) (door Christian Decamps en Francis Decamps van Ange) ;
5. La valse a cent ans ;
6. Film d’aurore ;
7. Quest Terne ;
8. L’arbre ;
9. Cassiopée.

### DVD
Op de DVD staant opnamen van een concert van 11 november 2005 in Nîmes, Théâtre de l’Odeon. De opnamen zijn zeer donker van belichting en je ziet geen publiek, hoort ook geen applaus. De muziekopnamen zijn wel goed van kwaliteit. Na de muziek nog wat memorabilia. Tracks:
1. L’Impasse;
2. L’arbre;
3. Le repas de l’ogre;
4. Laisse courir ;
5. Mal de Chien ;
6. Chansons nettes ;
7. uitleg over de LéOde ;
8. video van Le repas de l’ogre;
9. live uitvoering van het nummer Amnésie in Bergerac;
10. Derrière la scène;
11. Foto’s ;
12. Credits.